# Proton (rachetă)

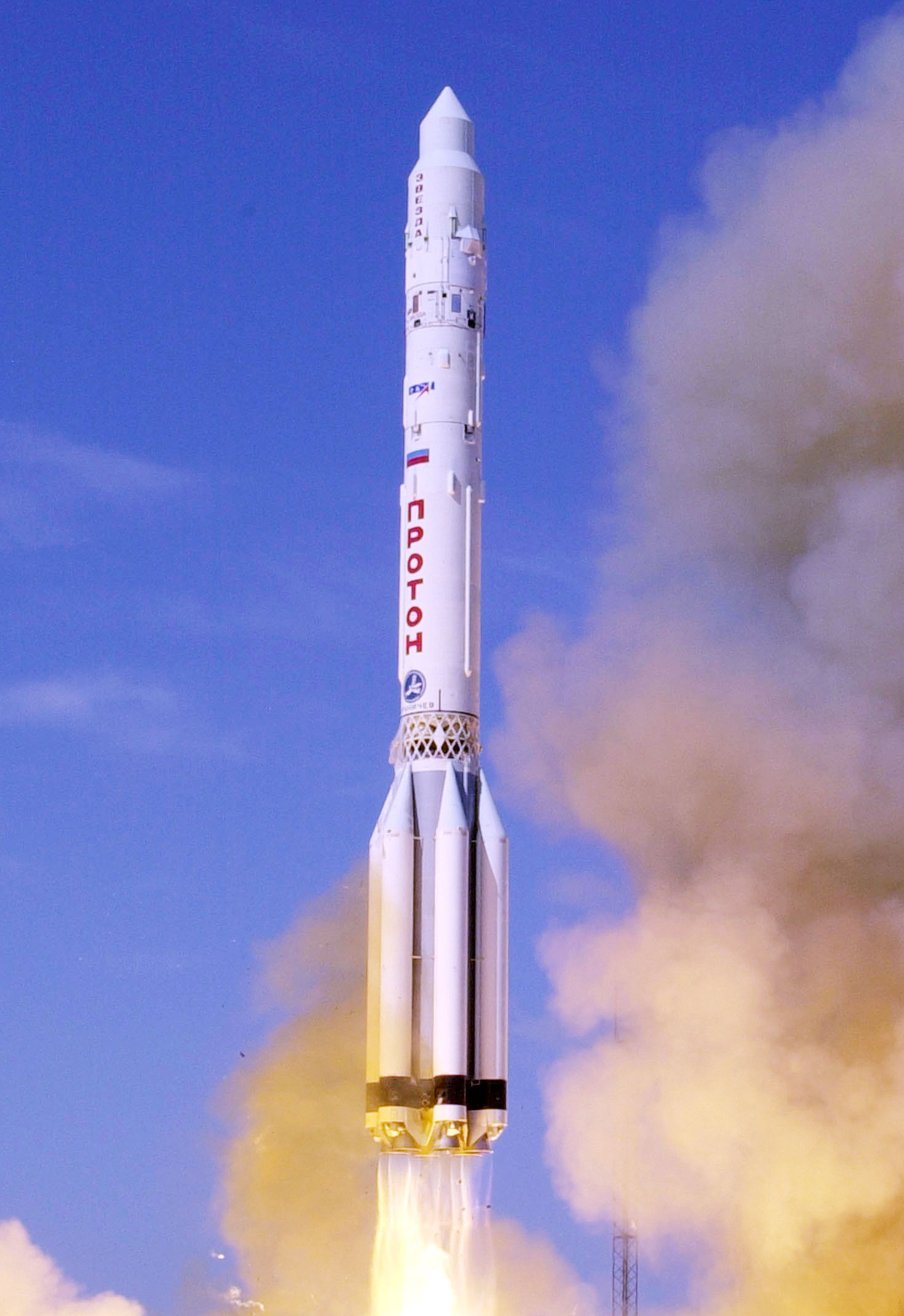
Rachetă Proton

Racheta Proton (Прото́н) (formal: UR-500) este o rachetă utilizată pentru a transporta încărcături comerciale și militare pe orbită. Este construită de Khrunichev în Rusia.
Proton a dus pe orbita Pământului pe data de 20 noiembrie 1998 Stația Spațială Internațională.